# 디네님파속
디네님파속(Dinenympha)은 첨예편모충목에 속하는 엑스카바타 원생생물 속의 하나이다. 디네님파 엑실리스(Dinenympha exilis)를 포함하고 있다.